# Civico museo d'arte orientale
Il Civico Museo d'Arte Orientale è sito a via San Sebastiano 1, nel Palazzetto dei Leo, presso la Città Vecchia di Trieste.
Nel museo vi sono oltre a collezioni ed oggetti d'arte anche memorie e ricordi di viaggio, armi, strumenti ed altri oggetti provenienti da tutta l'Asia, e per la maggior parte da Cina, Giappone e Gandhara (in quest'ultimo caso sculture).
È stato inaugurato l'8 marzo 2001.
Il percorso museale è così strutturato:
- 1º piano: sezione "Trieste e l'oriente" e sezione Gandhara;
- 2º piano: sezione Cina;
- 3º e 4º piano: sezione Giappone.